# Sojusz Liberalny
Sojusz Liberalny (duń. Liberal Alliance, LA) – duńska liberalna partia polityczna, działająca od 2007.

## Historia
Partię pod nazwą Nowy Sojusz (duń. Ny Alliance) powołano 7 maja 2007, jej założycielami byli działacze socjalliberałów Naser Khader i Anders Samuelsen, a także konserwatywna eurodeputowana Gitte Seeberg. Działacze tego ugrupowania zapowiedzieli próby przeciwdziałania wzrostowi znaczenia populistycznej Duńskiej Partii Ludowej, deklarowali utworzenie formacji łączącej elementy socjalliberalizmu i socjalnego konserwatyzmu. Nowy Sojusz dość szybko zaczął zyskiwać poparcie w sondażach, stając się pierwszą od lat nową liczącą się partią na duńskiej scenie politycznej. W ciągu paru dni od powstania składki członkowskie opłaciło 8 tys. osób. W wyborach w 2007 partia uzyskała mniejsze poparcie od początkowo notowanego w sondażach, zdobyła 2,8% głosów, co przełożyło się na 5 miejsc w Folketingecie.
Już na początku 2008 Nowy Sojusz opuściła Gitte Seeberg, zarzucając porzucenie ideologii konserwatywnej. W tym samym roku partia zmieniła nazwę na Sojusz Liberalny. Na początku 2009 z ugrupowania odszedł Naser Khader, na stanowisku przewodniczącego zastąpił go Anders Samuelsen. Łącznie parlamentarna frakcja liberałów zmalała do 3 posłów. W 2009 po raz pierwszy partia wystawiła listę w eurowyborach, otrzymując poparcie na poziomie niespełna 0,6% głosów. W 2011 wynik 5% przyniósł ugrupowaniu 9 mandatów w krajowym parlamencie. W kolejnych wyborach w 2015 partia dostała 7,5% głosów, wprowadzając 13 posłów.
Partia wspierała utworzony w czerwcu 2015 monopartyjny gabinet Venstre. W listopadzie 2016 dołączyła do rządu Larsa Løkke Rasmussena, wprowadzając do niego sześciu swoich przedstawicieli i pozostając w nim przez cały okres urzędowania. W wyborach w 2019 ugrupowanie otrzymało 2,4% głosów i 4 mandaty. Słaby wynik sojuszu doprowadził do ustąpienia Andersa Samuelsena, który nie obronił swojego miejsca w parlamencie. W czerwcu 2019 kilka dni po wyborach na czele ugrupowania stanął Alex Vanopslagh, w tym samym miesiącu ugrupowanie znalazło się w opozycji wobec nowego gabinetu socjaldemokratów. W 2022 sojusz zwiększył swoją poselską reprezentację do 14 osób (przy 7,9% głosów). W 2024 liberałowie po raz pierwszy uzyskali pod swoim szyldem mandat w Europarlamencie.